# John Wells (pittore)
John Wells (Londra, 27 luglio 1907 – Penwith, 28 luglio 2000) è stato un pittore inglese.
È stato autore di opere a rilievo connotate da astrazione geometrica denotano l'influenza di Gabo, Ben Nicholson e Barbara Hepworth, particolarmente fra gli anni 1950 e 1951.

## Biografia
Studiò medicina allo University College Hospital ed imparò a disegnare e dipingere seguendo corsi serali presso la Saint Martin's School of Art. Dopo la seconda guerra mondiale decise di dedicarsi all'attività artistica a tempo pieno, stabilendosi in Cornovaglia nel villaggio di Newlyn, vicino a Penzance, dove approfondì i legami con la nota comunità artistica presente nella vicina cittadina di St Ives.
Legato al cosiddetto Gruppo di St Ives (St Ives group), fu cofondatore del cosiddetto Crypt Group e della Penwith Society of Artists ed espose regolarmente a Londra. 
Alcune sue opere sono esposte alla Tate Gallery, che gli ha dedicato una mostra nel 2007 per celebrare il centenario della sua nascita. 
| Controllo di autorità | VIAF (EN) 69768615 · ISNI (EN) 0000 0000 7863 299X · Europeana agent/base/440 · ULAN (EN) 500003743 · LCCN (EN) nr98043678 · BNF (FR) cb13514258g (data) |